# Чирчело
Чирчѐло (на италиански: Circello; на неаполитански: Circeglio, Чорчельо) е малко градче и община в Южна Италия, провинция Беневенто, регион Кампания. Разположено е на 700 m надморска височина. Населението на общината е 2501 души (към 2010 г.).